# Theretra rhesus
Theretra rhesus là một loài bướm đêm thuộc họ Sphingidae. Nó được tìm thấy ở Malaysia (Peninsular, Sarawak, Sabah), Indonesia (Sumatra to Sulawesi) và Philippines.
Nó rất giống với Theretra boisduvali và Theretra insularis insularis.

## mô tả

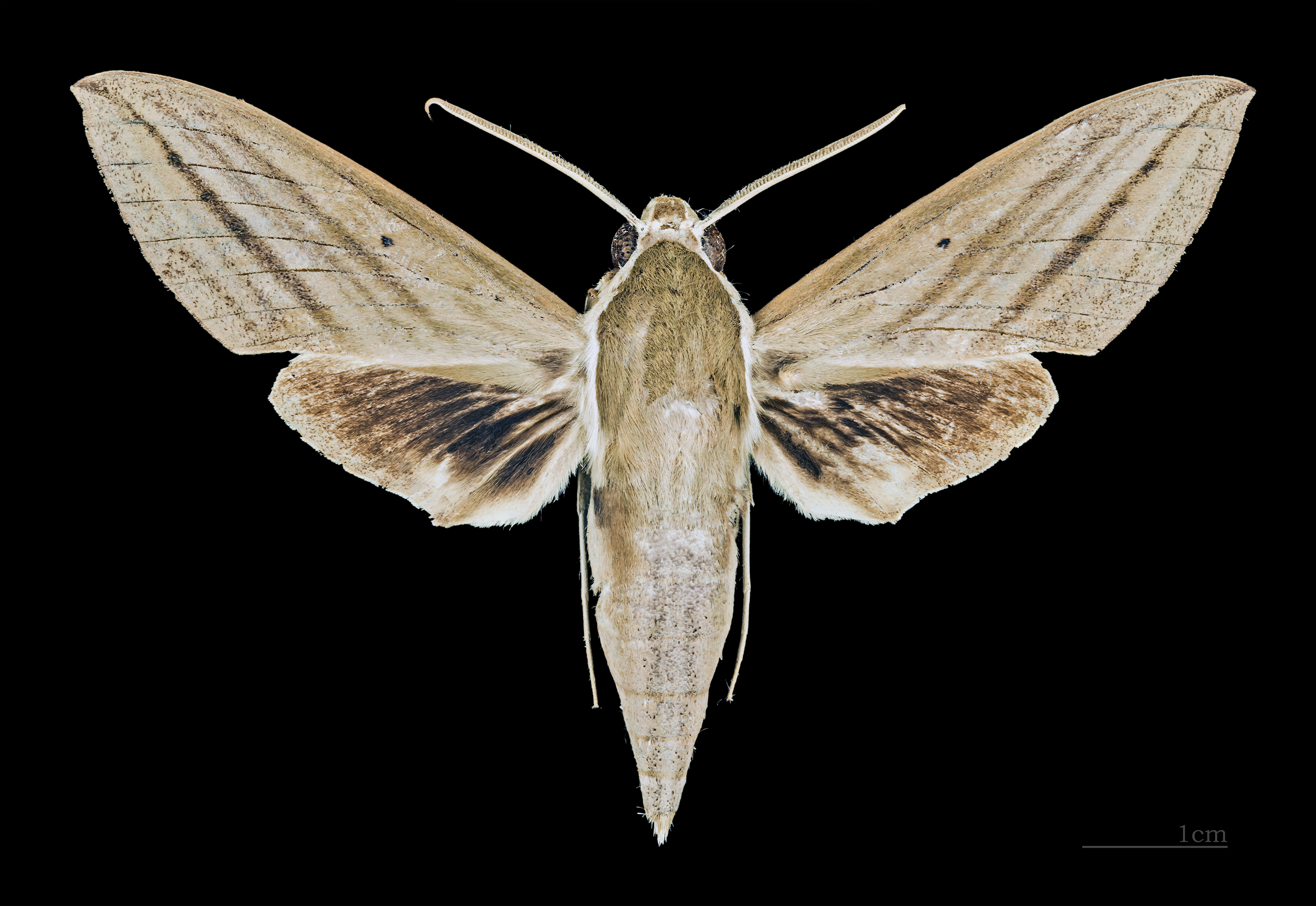
Theretra rhesus ♂
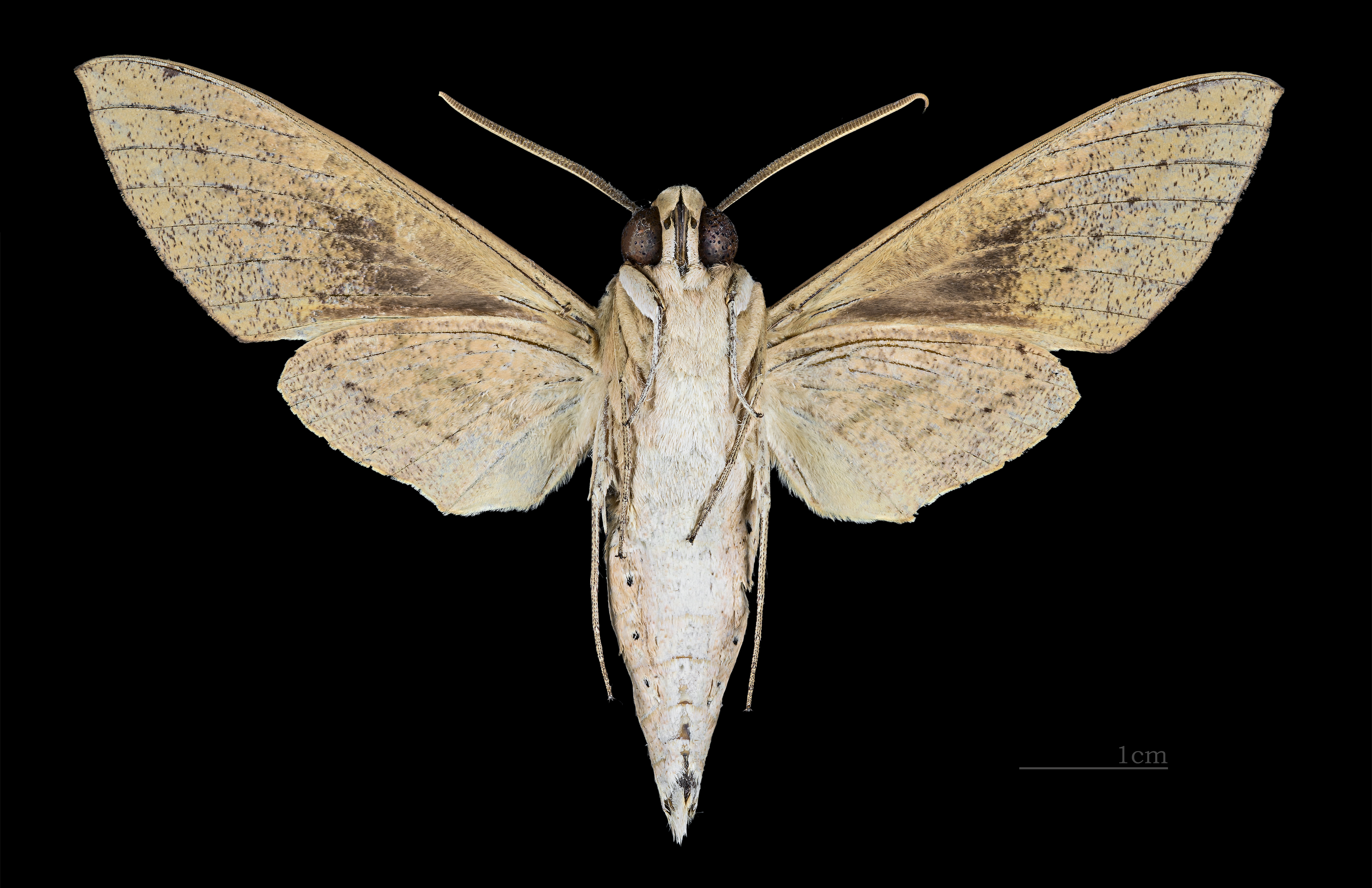
Theretra rhesus ♂ △
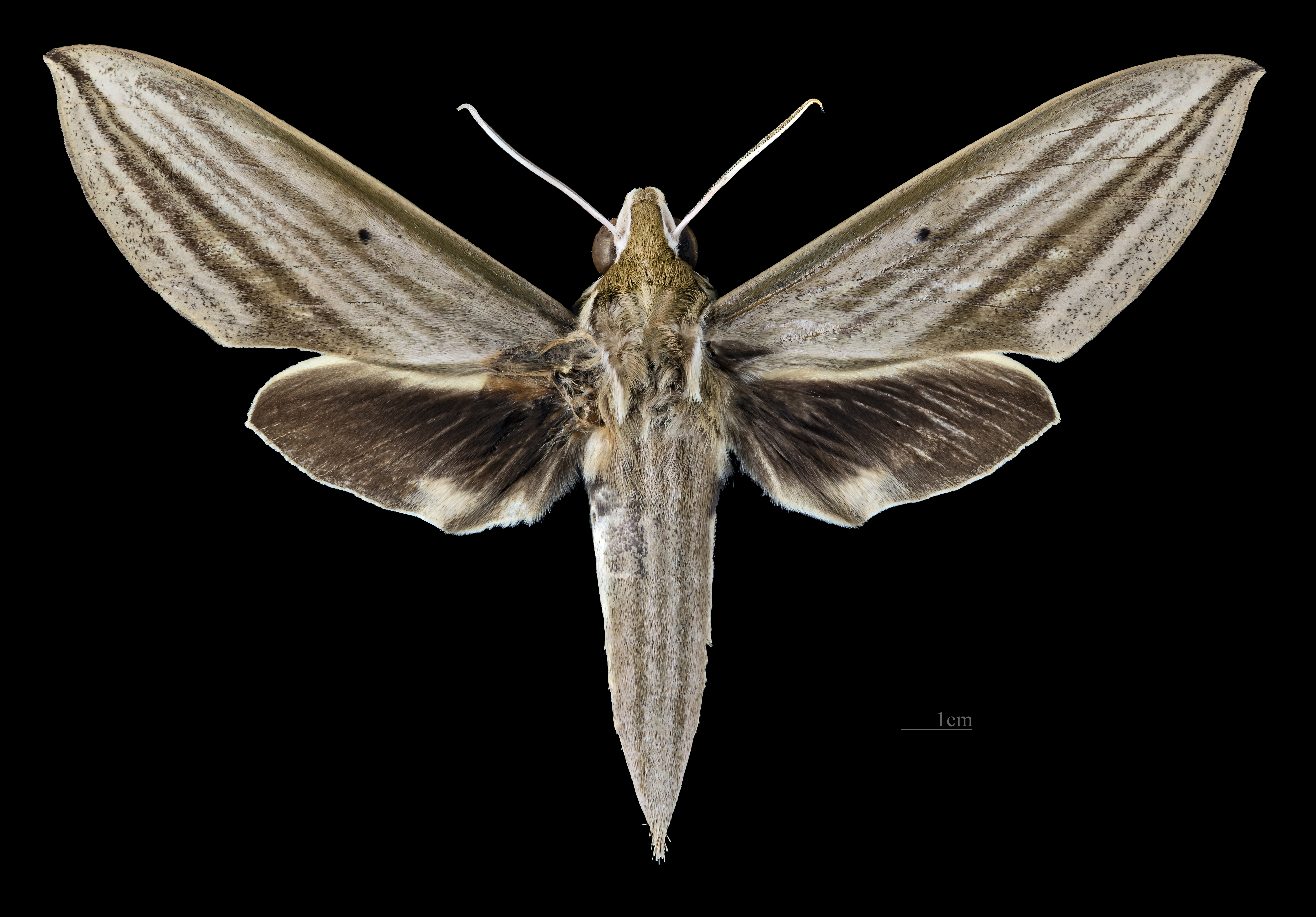
Theretra rhesus  ♀
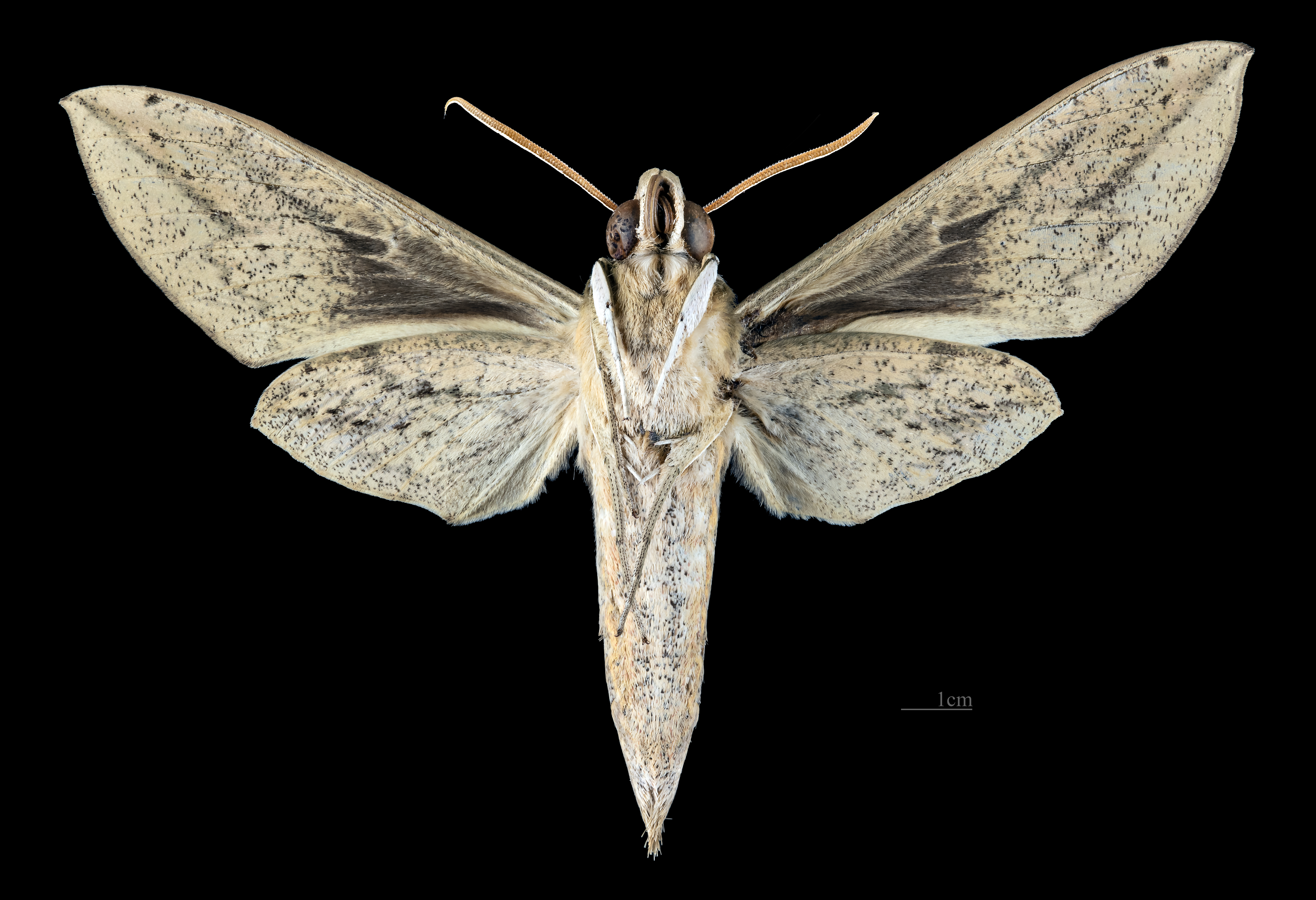
Theretra rhesus  ♀  △